# Uczucia
Uczucia – pojęcie często używane zamiennie z emocje, jednak nierównoznaczne, ponieważ część uczuć nie wypływa z emocji. 
António Damásio wyodrębnia trzy rodzaje uczuć:
1. uczucia podstawowe emocji uniwersalnych (szczęście, smutek, gniew, lęk, wstręt)
2. uczucia subtelnych emocji uniwersalnych (odmiany szczęścia: euforia, ekstaza; odmiany smutku: zaduma, melancholia, odmiany lęku: nieśmiałość, panika)
3. uczucia tła

Trzeci rodzaj uczuć Damásio nazywa „pejzażem ciała, gdy nie jest ono wstrząsane emocjami”.  
Pejzaż ciała jest niezbędnym „tłem“ dla innych uczuć i modyfikuje ich subtelne odcienie. Stan ciała jest nieustannie monitorowany, a jego reprezentacje pojawiają się w wielu różnych obszarach kory somatosensorycznej w pobliżu wyspy, w okolicy ciemieniowej i w pniu mózgu. Zapewniają „świadomość ciała” (w rzeczywistości uświadamianą tylko doraźnie, np. po pojawieniu się nagłej dolegliwości lub wskutek koncentracji uwagi na bodźcach odbieranych przez interoreceptory). Damásio przypuszcza, że stanowią centrum reprezentacji „ja”.
W przypadkach, gdy uczucia tła przez kilka godzin lub dni nie zmieniają się (np. z biegiem myśli), prawdopodobnie wpływają na nastrój.  
Władysław Witwicki w ramach teorii kratyzmu przeprowadził klasyfikację uczuć, będącą w istocie klasyfikacją stosunków międzyludzkich, klasyfikacją sytuacji życiowych. Wywiódł on 6 możliwych stanów uczuciowych w stosunkach międzyludzkich:
1. uczucia wobec silniejszych życzliwych (uczucia czci i wdzięczności)
2. uczucia wobec życzliwych równych (przyjaźń)
3. uczucia wobec życzliwych słabszych (uczucia opiekuńcze, litość)
4. uczucia wobec silniejszych wrogów (nienawiść, zawiść)
5. uczucia wobec nieprzyjaciół równych (impas, bezradność)
6. uczucia wobec wrogów słabszych (lekceważenie, wstręt, pogarda, ironia).

Ponadto Witwicki uważał, że uczucia są rodzajem wrażeń zmysłowych.